# Аватар: Останній захисник (телесеріал)
«Авата́р: Оста́нній захисни́к», або «Авата́р: Оста́нній Маг Пові́тря» (англ. Avatar: The Last Airbender) — американський пригодницький фантастичний потоковий телесеріал. Це адаптація живої дії однойменного анімаційного серіалу 2005 року. Вперше про перезапуск з живими акторами стало відомо у вересні 2018 року. Альберт Кім призначений шоуранером, а до акторського складу увійшли Гордон Корм'є
, Кіавентійо Тарбелл, Іан Оуслі, Даллас Лю, Пол Сун-Хен Лі та Деніел Де Кім. 
Прем'єра серіалу відбулася 22 лютого 2024 року на Netflix і складається з восьми епізодів тривалістю по 1 годині кожен. В березні 2024 року серіал було подовжено на другий та третій сезони.

## Сюжет
Дія серіалу розгортається в азійському світі, зруйнованому війною, де певні люди можуть «підкорити» одну з чотирьох класичних стихій — воду, землю, вогонь або повітря. Аанг є Аватаром, єдиним магом, здатним використовувати всі елементи, і який покликаний принести у світ мир та зупинити війну, розв'язану Народом Вогню багато років тому. Разом зі своїми новими супутниками Катарою та Соккою Аанг вивчає й розвиває свої сили, а також переховується від принца Зуко з народу Вогню, який прагне повернути собі честь, полонивши Аватара.

## Актори та персонажі
| Актор              | Роль            | Опис |
| ------------------ | --------------- | --- |
| Гордон Корм'є      | Аватар Аанг     | Аватар і вільний духом дванадцятирічний маг повітря, який сто років був заморожений у льоду. Коли він прокидається, всі інші маги повітря були знищені Народом Вогню, і він зобов'язаний покласти край війні та стати наглядачем балансу та гармонії у всьому світі. |
| Кіавентійо         | Катара          | Чотирнадцятирічна дівчина, яка стає останнім магом води у своєму племені після того, як її мати була вбита Народом Вогню. Попри свою особисту трагедію, вона приєднується до Аанга в його подорожі, розвиваючи свій справжній потенціал.                             |
| Іан Оуслі          | Сокка           | Шістнадцятирічний брат Катари, який став майже лідером племені після того, як їх батько пішов на війну. Він приєднується до Аанга в його місії разом з Катарою і компенсує недолік здібностей до стихій своїм розумом і винахідливістю.                              |
| Даллас Лю          | Зуко            | Наслідний принц Народу Вогню у вигнанні, має шрами. Намагається захопити Аватара, щоб припинити своє вигнання і повернути собі честь. |
| Деніел Де Кім      | Лорд Вогню Озай | Тиранічний правитель Народу Вогню, батько Зуко та Азули. Кім раніше озвучував в мультсеріалі генерала Фонга. |
| Пол Сун-Хен Лі     | Айро            | Генерал Народу Вогню у відставці, мудрий і турботливий дядько і наставник Зуко. |
| Лім Кей Сю         | Г'ятсо          | Добрий і турботливий монах повітря, який є наставником і батьком Аанга. |
| Кен Люн            | командир Чжао   | Амбітний військовий офіцер Народу Вогню і головний суперник Зуко в його погоні за Аватаром. |
| Елізабет Ю         | Азула           | Хитра, невблаганна, надзвичайно обдарована принцеса Народу Вогню і молодша сестра Зуко, яка прагне закріпити своє становище кронпринцеси за відсутності брата. |
| Івонн Чепмен       | Аватар Кіоші    | Легендарний аватар, маг землі, передує попередньому втіленню Аанга, Аватару Року. |
| Тамлін Томіта      | Юкарі           | мер-захисник острова Кіоші та мати Сукі. |
| Кейсі Кемп-Хорінек | Ба Ба           | Матріарх південного племені води, а також бабуся Катари та Сокки. |
| Марія Чжан         | Сукі            | Лідер елітної жіночої фракції Воїни Кіоші - ополчення острова Кіоші. |

## Український дубляж
- Владислав Васицький — Аанґ
- Єлизавета Мастаєва — Катара
- Ярослав Сидоренко — Сокка
- В'ячеслав Хостікоєв — Зуко
- Андрій Альохін — Іро
- Андрій Мостренко — Озай
- Дарина Муращенко — Азула
- Володимир Терещук — Джао
- Оксана Гринько — Сукі; Джун
- Лариса Руснак — Голова Юкарі
- Катерина Буцька — Кіоши
- Анна Павленко — Принцеса Юї
- Сергій Озіряний — Ґіатсо
- Надія Кондратовська — Пра-пра
- Роман Молодій — Лейтенант Данґ
- Кирило Татарченко — Джет
- Олег Грищенко — Лейтенант Джи
- Юрій Кудрявець — Сай
- Дмитро Завадський — Король Бумі
- Павло Скороходько — Чонґ
- Михайло Войчук — Пугач; Аватар Року
- Євген Пашин — Майстер Пакку; Созін
- Вікторія Бакун — Май
- Катерина Здор — Тай Лі
- Петро Крилов — Аватар Курук
- А також: Олександр Боднар, В'ячеслав Дудко, Петро Сова, Вікторія Тишкевич, Ігор Іванов, Дмитро Павко

Серіал дубльовано студією «Le Doyen» на замовлення компанії «Netflix».
- Режисер дубляжу — Павло Скороходько
- Перекладач — Олена Василевська
- Спеціаліст з адаптації — Ярослав Сидоренко
- Звукооператори — Богдан Клименко, Євген Ярошенко
- Спеціалісти зі зведення звуку — Богдан Клименко, Віктор Алферов

## Список серій
| № серії | Назва серії                           | Режисер(и)     | Сценарист(и)                                          | Оригінальна дата виходу |
| --- | ------------------------------------- | -------------- | ----------------------------------------------------- | ----------------------- |
| 1 | «Аанґ» «Aang»                         | Майкл Ґой      | Альберт Кім, Майкл Данте ДіМартіно, Браян Конецько    | 22 лютого 2024          |
| У світі з чотирма народами, кожен з яких може підкоряти собі стихію: воду, землю, вогонь або повітря, маг-земляк намагається передати повідомлення Земному Королю про план Народу Вогню напасти на Земне Королівство, але його схопили і доставили до Повелителя Вогню Созіна, який повідомив йому, що напад на Земне Королівство - це лише відволікаючий маневр, перед стратою. У Південному храмі повітря 12-річний Аанг дізнається від свого друга і наставника монаха Г'яцо, що він - Аватар, єдина людина, здатна підкоряти собі всі чотири стихії. Наляканий відповідальністю, яку він тепер несе як Аватар, Аанг вирішує покататися на своєму небесному бізоні Аппі, щоб очистити свій розум. Коли Аанг від'їжджає, Созін з армією магів вогню, чия сила посилюється кометою в небі, нападає на Храм Повітря і починає вбивати всіх магів повітря, вірячи, що так вони вб'ють і Аватара. Г'яцо - один з останніх майстрів, що залишився, але його вбиває Созін, коли він намагався захистити молодих магів повітря. Тим часом Аанг і Аппа потрапляють у шторм і потрапляють у хвилю, яка відкидає їх в океан, а очі й татуювання Аанга починають світитися, і він утворює айсберг навколо себе та Аппи. 100 років потому, у Вовчій Бухті Південного Водного Племені, брати і сестри Сокка і Катара вирушають на риболовлю, де їх засмоктує течія, і вони опиняються на льодовику, а їхній човен відпливає від них геть. Коли Катара намагається повернути човен на воду, вона ненароком розколює айсберг, що лежить позаду неї, внаслідок чого в небо вистрілює величезне світло. Світло бачить принц Зуко з Народу Вогню, який шукає Аватара, і змушує його взяти курс на Вовчу Бухту. Аанг випадає з айсберга непритомний, і Катара вирішує віднести його до села. Бабуся Сокки і Катари, яку вони називають бабусею, розповідає братам і сестрам водяного племені, що Аанг - маг повітря. Прокинувшись, Аанг кличе Аппу, який прибуває до Вовчої бухти, і бабуся розповідає йому, що він пролежав у цьому айсберзі 100 років і що Народ Вогню розв'язав війну проти всього світу. Катара відводить переповненого почуттям провини Аанґа на старий корабель Народу Вогню, пошкоджений під час одного з набігів, і вчить його відчувати енергію навколо себе, допомагаючи йому вперше успішно зігнути воду, створивши водяну кулю. Вона кидає кулю, коли бачить корабель Зуко, що наближається до Вовчої бухти. Зуко прибуває до воріт племені з вимогою віддати мага повітря, щоб ніхто не постраждав, і бабуся робить висновок, що Аанг і є Аватар. За підтримки Катари Сокка йде битися з Зуко, але Аанг рятує його, перш ніж його встигають убити. Аанг б'ється з військом Народу Вогню, але, помітивши, що битва загрожує людям, здається. Аанг потрапляє на корабель Зуко, де зустрічає дядька Зуко - Іроха. Він запитує Іро, чому триває війна, і той розповідає йому, що Народ Вогню намагається об'єднати чотири народи під єдиним правлінням, щоб принести мир. Коли Ірох іде, Аанг використовує магію повітря, щоб викрасти ключі в охоронця, і тікає. Катара намагається переконати Сокку допомогти врятувати Аанґа, але Сокку вже підтримав цю ідею. Вони летять на Аппі до корабля Зуко, де Аанг ховається від охоронців і знаходить кімнату Зуко, де він знаходить свій посох, який захопив Зуко. Він викрадає блокнот Зуко, в якому містяться подробиці про минулих Аватарів. Зрештою Аанг тікає з корабля Зуко, і його рятують Сокка та Катара на Аппі. Зуко стріляє вогняною кулею, намагаючись збити їх, але Катара гасить її за допомогою магії води. Знаючи, що вони не можуть повернутися до Вовчої Бухти, Аанг веде їх до Південного Храму Повітря, де бачить скелети всіх магів повітря. Знайшовши скелет Г'яцо, очі й татуювання Аанґа знову світяться, і він починає створювати торнадо, яке ледь не збиває Сокку й Катару зі скелі. Згадавши слова Г'яцо, Аанг виходить зі стану, в якому він перебуває, і усвідомлює, що він Аватар, і що він повинен врятувати світ. |                                       |                |                                                       |                         |
| 2 | «Воїни» «Warriors»                    | Майкл Ґой      | Джошуа Гейл Фіалков                                   | 22 лютого 2024          |
| Аанґ, Катара й Сокка прибувають на маленький острів, де живуть елітні воїни, названі на честь Аватарки Кіоши. Народ Вогню дізнається, де перебуває Аватар. |                                       |                |                                                       |                         |
| 3 | «Омашу» «Omashu»                      | Буде визначено | Крістін Бойлан                                        | 22 лютого 2024          |
| В Омашу трійця свариться через новини про зрадника. Механік, повстанці та їхній чарівний лідер стають на заваді планам щодо захисту Земного царства. |                                       |                |                                                       |                         |
| 4 | «В темряву» «Into the Dark»           | Буде визначено | Кілі Макдональд                                       | 22 лютого 2024          |
| У полоні Аанґ знайомиться з королем, який любить ігри. Щоб знайти друга, брат і сестра мусять пройти через темний тунель і відкинути суперечки. |                                       |                |                                                       |                         |
| 5 | «Віднесені привидами» «Spirited Away» | Буде визначено | Габріель Льянас                                       | 22 лютого 2024          |
| Опинившись у Царстві Духів із рятувальною місією, друзі стикаються з небезпечними загрозами, болісними спогадами й загадковою істотою. |                                       |                |                                                       |                         |
| 6 | «Маски» «Masks»                       | Буде визначено | Убах Мохамед, Брайан Конєцко та Майкл Данте ДіМартіно | 22 лютого 2024          |
| У відчаї Аанґ звертається по допомогу до Аватара Року, але Народ Вогню наздоганяє його. Незнайомець у масці визволяє Аанґа з фортеці. |                                       |                |                                                       |                         |
| 7 | «Північ» «The North»                  | Буде визначено | Одрі Вонг Кеннеді                                     | 22 лютого 2024          |
| Напад на Північне Водне Плем’я неминучий. Катара кидає виклик Магу Води. Сокка зустрічає принцесу. Аанґ прислуховується до слів Курука. |                                       |                |                                                       |                         |
| 8 | «Легенди» «Legends»                   | Джет Вілкінсон | Альберт Кім                                           | 22 лютого 2024          |
| Жао веде Народ Вогню на північ із зухвалим планом ослабити Водне Плем’я. Коли поле битви огортає темрява, Аанґ отримує небачену силу. |                                       |                |                                                       |                         |

## Виробництво

### Розробка
У вересні 2018 року Netflix оголосив, що «переосмислений» римейк «Аватара» має розпочатися у 2019 році. Спочатку було оголошено, що виконавчими продюсерами та шоуранерами будуть оригінальні творці серіалу Майкл Данте ДіМартіно та Браян Конецько. У червні 2020 року автори покинули серіал через творчі розбіжності. Про це стало відомо після того, як ДіМартіно опублікував відкритий лист на власному сайті 12 серпня 2020 року. Пара посилається на відмінності у своєму підході до шоу в порівнянні з баченням Netflix, також відмічаючи «негативне та несприятливе» середовище під час перебування в студії. У серпні 2021 року Альберт Кім офіційно приєднався як сценарист, виконавчий продюсер і шоуранер; він прокоментував у блозі: «Моя перша думка була — чому? Що я міг би зробити чи сказати історією, що не було зроблено чи не сказано в оригіналі? Але що більше я думав про це, то більше мене це цікавило. Ми зможемо побачити такі повороти, яких ніколи раніше не бачили». У тому ж дописі Кім підкреслив, що «протягом усього цього процесу нашим словом було „автентичність“. До історії. До персонажів. До культурних впливів. Автентичність — це те, що підтримує нас як перед камерою, так і за нею». Ден Лін, Ліндсі Лібераторе, Майкл Ґої й Розанна Лян також були оголошені виконавчими продюсерами, при цьому Гой і Лян стали режисерами окремих епізодів серіалу.

### Кастинг
Згідно із заявою Конецька, творці прагнуть до «культурно відповідного, не вибіленого кастингу». У серпні 2021 року після витоку звітів про кастинг Netflix розкрив акторський склад серіалу для чотирьох головних героїв: Гордона Корм'є, Кіавентійо Тарбелл, Іана Оуслі та Далласа Ліу у ролі Аанга, Катари, Сокки та Зуко відповідно. Кім відчув, що «це був шанс продемонструвати азійських та корінних персонажів як живих людей. Не просто в мультфільмі, а у світі, який справді існує, дуже схожому на той, у якому ми живемо». У листопаді 2021 року Даніель Де Кім приєднався до акторського складу серіалу в ролі Лорда Вогню Озая. Пізніше того ж місяця до акторського складу серіалу приєдналися Пол Сун-Хен Лі, Лім Кей Сіу та Кен Люн, зігравши Айро, Г'яцо та командира Чжао відповідно. У грудні до акторського складу були додані Елізабет Ю, Івонн Чепмен, Тамлін Томіта, Кейсі Кемп-Хорінек і Марія Чжан, які зіграли відповідно Азулу, Аватара Кіоші, Юкарі (оригінальний персонаж), Гран Гран і Сукі.
Співтворець шоу Браян Конецько сказав, що він сподівався запросити Данте Баско, оригінального актора озвучування, який зіграв Зуко.

### Зйомки
Виробництво та зйомки розпочалися у Ванкувері, Британська Колумбія, 16 листопада 2021 року і триватимуть до травня 2022 року під робочою назвою Пассати та блакитний світанок. Основні зйомки було завершено 17 червня 2022 року.

### Музика
Джеремі Цукерман, який написав музику для оригінального шоу, спочатку збирався повернутися, щоб написати музику для римейку, але пізніше заперечив свою причетність до шоу після того, як ДіМартіно та Конецько залишили проєкт.

## Вихід
«Аватар: Останній захисник» вийшов на Netflix 22 лютого 2024 року.